# آلفين إيلي
آلفين إيلي (Alvin Ailey) (مواليد 5 من يناير 1931م - وتُوفى في الأول من ديسمبر 1989م) مصمِّم رقصات أمريكي وناشط، وهو الذي أسّس مسرح آلفين إيلي للرقص الأمريكي (Alvin Ailey American Dance Theater) في مدينة نيويورك. ويُعتبر إيلي صاحب الفضل في انتشار ورواج الرقص الحديث، وهو الذي أحدث انقلابًا في مشاركة الأمريكيين الأفارقة في حفلة الرقص للقرن العشرين (20th century concert dance). كما حظِيت شركته بلقب «السفير الثقافي للعالم» وذلك بسبب جولاته العالمية الهائلة. كما يعتقد الكثيرون بأنَّ رائعة إيلي الفنية في الرقص ريفيليشن (Revelations) هي أفضل وأكثر أداء للرقص الحديث تمت مشاهدته. وحاز إيلي في عام 1977م على ميدالية سبينجارن من الجمعية القومية لدعم الناس الملونِّين (NAACP). كما تلقَّى جائزة الشرف من مركز كينيدي (Kennedy Center Honors) في عام 1988م، وذلك قبل وفاته بعامٍ واحد.

## حياته
ولد أيلي عام 1931 لأم عازبة في روجرز، تكساس.
تخلى والده عن العائلة عندما كان أيلي يبلغ من العمر بضعة شهورٍ فقط.
والدته كانت تعمل وقد تنقلت من مكان لاخر عدة مرات خلال طفولة أيلي.
عاش إيلي مع والدته وشقيقه غير الشقيق. (1)
كان يحضر الى كنيسة ترو فاين المعمدانية كثيرا في طفولته، حيث غنت والدته في الجوقة.
حيث صمم لاحقًا رقصات على بعض الموسيقى التي سمعها في الكنيسة.
كان إيلي شديد الخصوصية، ولم يتحدث علنًا عن حياته الشخصية.
لم يتزوج إيلي قط ولم يكن لديه أطفال.
توفي إيلي عام 1989 بسبب مضاعفات مرض الإيدز. 

## اكتشافه للرقص
في عام 1943، انتقل أيلي ووالدته إلى لوس أنجلوس، كاليفورنيا.
انجذب أيلي إلى الموسيقى من نوادي الجاز الكبيرة وعروض مسرحية كبار الفنانين.
اكتشف منشورًا يحمل صورة كاثرين دنهام، وهي راقصة أثارت شغفه بالرقص.
كان أيلي يقف بجانب باب المسرح أثناء عرض دنهام، ودُعي لاحقًا خلف الكواليس لمشاهدة الأداء.
قادته هذه المقدمة إلى دراسة الرقص، حيث درس في البداية أسلوب دنهام. 

## دراسته
درس أيلي مع ليستر هورتون، الذي كان أسلوبه أكثر وضوحًا.
تابع أيلي أيضًا دورات جامعية في اللغات الرومانسية.
سافر إلى سان فرانسيسكو للعمل والذهاب إلى المدرسة.
عاد أيلي إلى لوس أنجلوس عام 1953 وعمل كراقص في مدرسة هورتون.
صمم أيلي أول رقصاته الرسمية، "افتيرنون بلوز".
توفي هورتون عام 1953، وقد تم اختيار إيلي مكانه عندما كان يبلغ 22 عاما.

## مسيرته المهنية
صمم إيلي ثلاث رقصات أصلية لشركة هورتون: "خلق العالم"، "بحسب القديس فرانسيس"، و"صباح الحداد".
عمل إيلي في مسرحية برودواي الموسيقية "بيت الزهور".
عاد إيلي إلى نيويورك عام 1955، حيث درس الرقص وتصميم الرقصات.
تأثر إيلي بحركة الحقوق المدنية، وبدأ في استخدام الرقص للتعبير عن تجاربه كشاب أسود في الجنوب.
أسس إيلي شركة ألفين أيلي للرقص عام 1958.
قدمت الشركة عروضًا في جميع أنحاء العالم.
من أشهر أعمال إيلي "ريفيلاشينز"، وهي قطعة مستوحاة من تجربته كأمريكي من أصل أفريقي في الجنوب.

## إرثه
يعتبر إيلي أحد أهم مصممي الرقصات في القرن العشرين.
ساعد إيلي في كسر الحواجز العرقية في عالم الرقص.
لا تزال شركة ألفين أيلي للرقص تعمل حتى اليوم، وهي واحدة من أشهر شركات الرقص في العالم.
تم إحياء ذكرى إيلي من خلال إعادة تسمية شارع في مدينة نيويورك باسم "طريق ألفين إيلي".
حصل إيلي على العديد من الجوائز خلال حياته، بما في ذلك جائزة مركز كينيدي الشرفية.

## وصلات خارجية
- Alvin Ailey American Dance Theater
- آلفين إيلي على موقع IMDb (الإنجليزية)
- آلفين إيلي على موقع الموسوعة البريطانية (الإنجليزية)
- آلفين إيلي على موقع ميوزك برينز (الإنجليزية)
- آلفين إيلي على موقع قاعدة بيانات برودواي على الإنترنت (الإنجليزية)
- آلفين إيلي على موقع إن إن دي بي (الإنجليزية)
- American Ballet Theater biography
- Kennedy Center biography
- Body and Soul: The Alvin Ailey American Dance Theater from the Smithsonian Institution
- NPR: Holiday Dance at the Alvin Ailey Theater
- National Museum of Dance
- Archive footage of Alvin Ailey Repertory Ensemble dancing Revelations in 1988 at Jacob's Pillow